# Multiplayer
Multiplayer (cu sensul de mai mulți jucători) este un mod de joc (nu neapărat video) în care participă mai mulți jucători.
În timpul istoriei sale timpurii, jocurile video erau adesea activități cu un singur jucător, punând jucătorul în fața unor provocări preprogramate sau a adversarilor controlați de AI, lipsiți de flexibilitatea gândirii umane. Jocurile multiplayer permit interacțiunii ale jucătorilor cu alte persoane în parteneriat, competiție sau rivalitate, oferindu-le o comunicare socială absentă de la jocurile cu un singur jucător. În jocurile multiplayer, jucătorii pot concura împotriva a doi sau mai mulți concurenți umani, pot colabora cu un partener uman pentru a atinge un obiectiv comun, supraveghează activitatea altor jucători, co-op. Jocurile multiplayer necesită în mod obișnuit jucători să împărtășească resursele unui singur sistem de jocuri sau să utilizeze tehnologia de rețea pentru a juca împreună pe o distanță mai mare.
Unul din primele jocuri interactive multiplayer este considerat Tennis For Two (1958). Un alt joc multiplayer online este jocul Remi etalat, care derivă din jocul original Rummy, dar are reguli diferite și este jucat de la 2 până la 4 persoane. 